# CARTA MARKETING FIRM
株式会社CARTA MARKETING FIRM（カルタマーケティングファーム）は、東京都港区に本社を置き、アドテクノロジー（インターネット広告・メディア）事業を行う日本の企業。

## 概要
2011年4月1日、VOYAGE GROUP（現CARTA HOLDINGS）の子会社として設立。スマートフォン向けアドネットワーク事業を行うZucks Adnetwork、スマートフォン向け成果報酬型広告事業を行うZucks Affiliateの2つのプラットフォームを運営。またスマートフォン向けインターネットメディアの企画・運営なども行う。

## 沿革
- 2011年
  - 4月 - 株式会社Zucks（ザックス）として東京都渋谷区神泉町に設立
  - 6月 - 成果報酬型広告プラットフォームを提供する米最大手Tapjoyと業務提携し、日本の法人および個人のアプリ開発者に対し、スマートフォンアプリ向け成果報酬型広告の提供を開始[1]
  - 8月 -  Androidアプリ向け解析SDKを開発し、アプリ開発者に対して無償提供を開始
- 2015年12月 - IGAworksと提携し、広告効果計測SDK「adbrix」の国内無料提供開始[2]
- 2016年
  - 1月 - Zucks Ad Network、国・都道府県単位でのターゲティング広告配信が可能に [3]
  - 5月 - 株式会社ソーシャランド[4]を吸収合併
  - 8月 - 株式会社SAICRAFT[5]を吸収合併
- 2019年
  - 5月 - 道玄坂に移転
  - 8月 - 株式会社ATRAC[6]を設立
- 2021年
  - 1月 - 株式会社PORTO[7]を設立
  - 4月 - 株式会社Anchor[8]を吸収合併
  - 9月 - 株式会社CARTA AGE[9]を設立
- 2023年
  - 10月 - 株式会社ATRAC・株式会社PORTO・株式会社CARTA AGEを吸収合併し、現商号に変更
  - 12月 - 合同会社Chat Party[10]を吸収合併
- 2024年1月 - 現所在地に移転

## 事業
- スマートフォン向けアドネットワーク事業-Zucks Adnetwork
- スマートフォン向け成果報酬型広告事業-Zucks Affiliate
- スマートフォン向けインターネットメディアの企画・運営